# Nieuwe Vaart (kanaal Opsterland)
De Nieuwe Vaart (Fries en officieel: Nije Feart) is een kanaal in de provincie Friesland.

## Beschrijving
De Nieuwe Vaart in de gemeente Opsterland heeft een lengte van 9 km en loopt van de Opsterlandse Compagnonsvaart bij Gorredijk langs Terwispel, de A7 en het Zuidergemaal naar het Nieuwe Diep bij buurtschap Uilesprong.

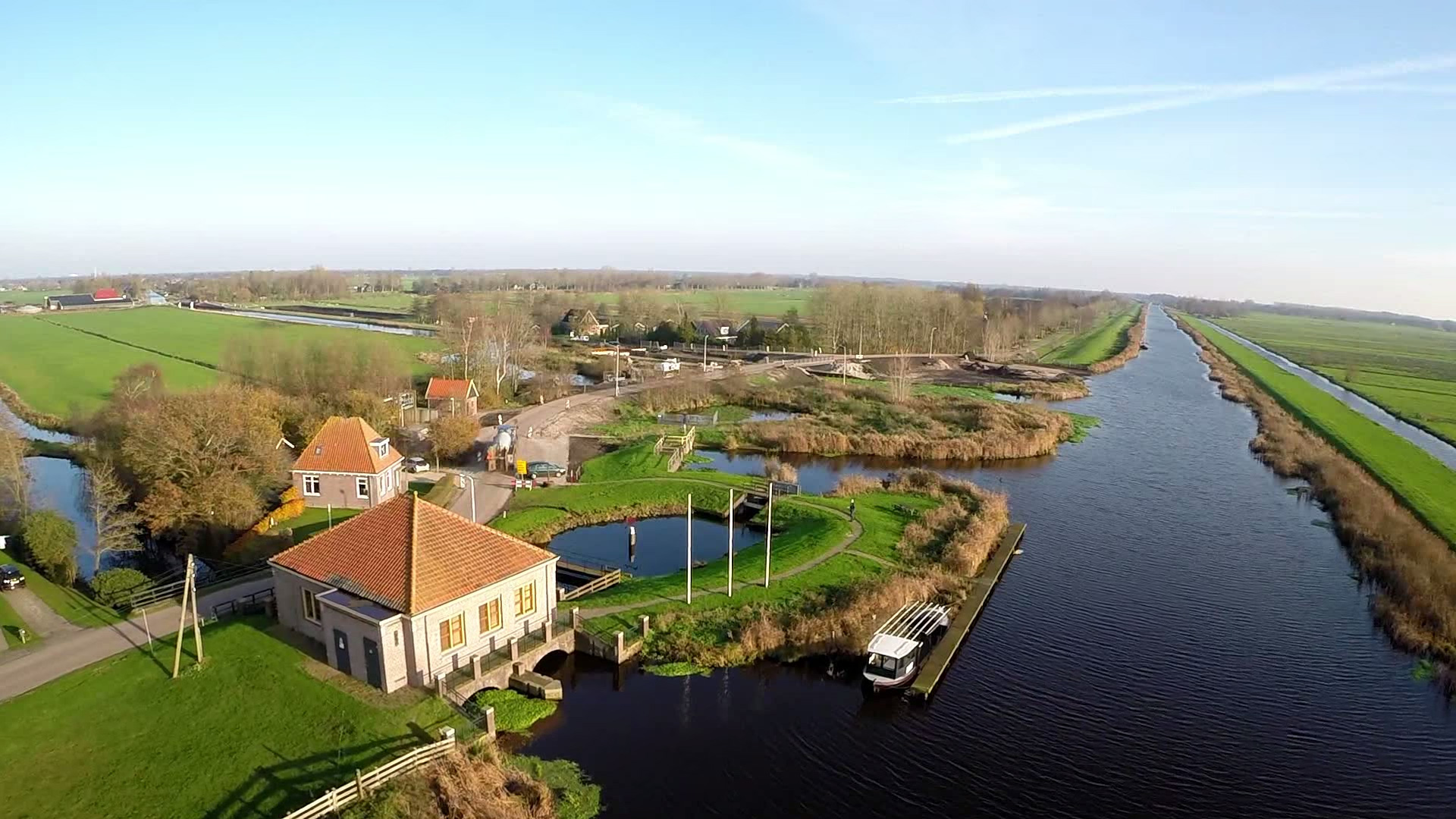
De Nieuwe Vaart in zuidoostelijke richting bij het Zuidergemaal
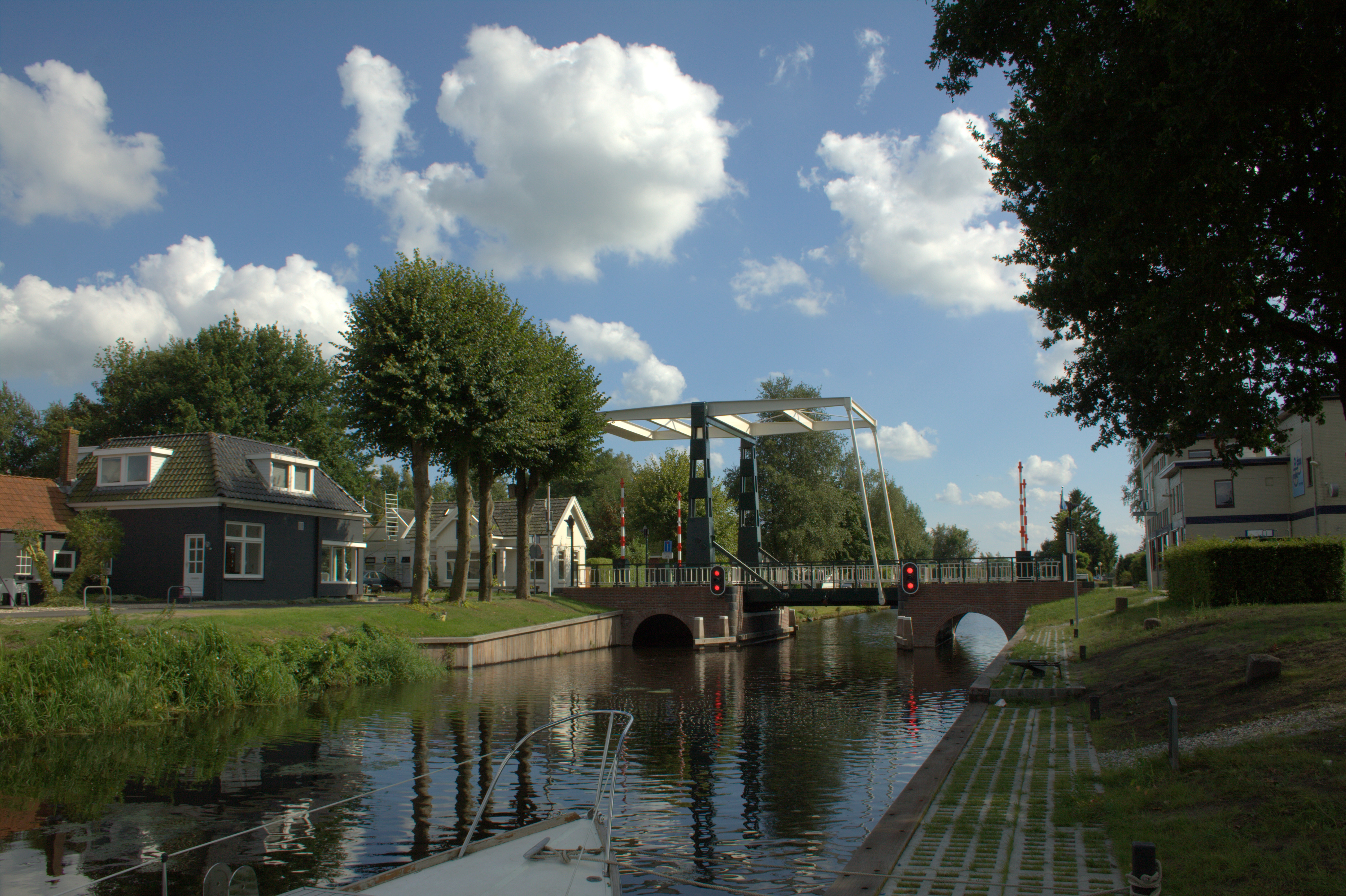
Brug over het kanaal bij Terwispel